# Jimmy Delbove
Jimmy Delbove (Troyes, 7 januari 1968) is een voormalig Frans wielrenner die in het verleden uitkwam voor onder meer Chazal (tegenwoordig AG2R-La Mondiale).
Jimmy is de oudere broer van Jérôme Delbove.

## Overwinningen
1993
- Frans kampioen op de weg, Amateurs
- Ronde van Saône-et-Loire
- La Polysenonaise
- Bergklassement Ronde van Eure

1998
- GP de Bussy en Othe
- GP de la Charité-sur-Loire

## Resultaten in voornaamste wedstrijden
| Jaar | Ronde van Italië | Ronde van Frankrijk | Ronde van Spanje |
| ---- | ---------------- | ------------------- | ---------------- |
| 1995 |                  |                     | opgave           |

| Jaar | Gent-Wevelgem |
| ---- | ------------- |
| 1995 | 41e           |